# علي بوروسانيه
علي عزيز بوروسانيه (مواليد 11 مارس 2004) هو لاعب كرة قدم إيراني محترف يلعب كلاعب خط وسط في نادي العربي.

## المسيرة الكروية
علي، المولود في الكويت، انضم إلى ناشئي النادي العربي، وشارك لأول مرة في موسم 2022-2023 في 15 سبتمبر 2022 ضد التضامن، حيث فاز بكأس ولي العهد. في الموسم التالي، أصبح علي لاعبًا أساسيًا في التشكيلة الأساسية، حيث انتقل من مركزه الأساسي إلى دور أكثر أهمية. لعب أول مباراة له في كأس الاتحاد الآسيوي 2023 ضد الرفاع.

## إحصائيات المهنة
آخر تحديث 21 مايو 2025.
عدد المباريات والأهداف حسب النادي والموسم والمسابقة
| النادي        | موسم          | الدوري        | الدوري    | الدوري  | كوب       | كوب     | قارية     | قارية   | أخرى      | أخرى    | المجموع   | المجموع |
| النادي        | موسم          | قسم           | التطبيقات | الأهداف | التطبيقات | الأهداف | التطبيقات | الأهداف | التطبيقات | الأهداف | التطبيقات | الأهداف |
| ------------- | ------------- | ------------- | --------- | ------- | --------- | ------- | --------- | ------- | --------- | ------- | --------- | ------- |
| العربي        | 2022–23       | كي بي إل      | 4         | 0       | 1         | 0       | —         | —       | 0         | 0       | 5         | 0       |
| العربي        | 2023–24       | كي بي إل      | 12        | 0       | 2         | 0       | 2         | 0       | 2         | 0       | 18        | 0       |
| العربي        | 2024-25       | كي بي إل      | 19        | 1       | 3         | 1       | 7         | 0       | 4         | 0       | 33        | 2       |
| إجمالي المهنة | إجمالي المهنة | إجمالي المهنة | 35        | 1       | 6         | 1       | 9         | 0       | 6         | 0       | 56        | 2       |